# Диго, Николай Дмитриевич
Диго Николай Дмитриевич — российский фотограф.

## Биография
Дворянин. Воспитывался в Константиновском межевом институте. С 1858 году на службе в Межевой канцелярии. В 1865 г. переведен в Телеграфное ведомство, откуда через год увольняется в чине коллежского секретаря. В 1869 году подает прошение московскому генерал-губернатору об открытии собственного фотографического заведения и получает его 1 июля того же года. Занимался съемками при Государственном коннозаводчестве. В 1875 году возвращается на государственную службу в Главное управление Государственного коннозаводчества. Сенатским указом произведен в титулярные советники со старшинством. Становится официальным фотографом Государственного коннозаводчества. В 1882 году получил похвальный отзыв на Всероссийской фотографической выставке. О работах Диго писал журнал «Фотограф». Диго содержал ателье по двум адресам Санкт-Петербурга: на Лиговской, д. 61 и Пантелеймоновской, д. 19.
С 1882 г. у фотографа появляется новая тема — манёвры войск, быт военных лагерей, портреты военных, путешествует с фотокамерой по всей России. В 1884 г. дарит альбом снимков морских манёвров великому князю Алексею Александровичу. В январе 1885 г. за эти работы ему пожалован золотой перстень с бриллиантами и кошачьим глазом. За снимки церемонии открытия морского канала, поднесенные Императрице Марии Федоровне, получает монаршью благодарность.
Работы фотографа хранятся в собрании Пушкинского дома.

## Личная жизнь
Дети — дочь Евгения (1870), сын Николай (1872).